# Paradou Athletic Club
O Paradou Athletic Club  (em árabe : نادي أتليتيك بارادو ), conhecido como Paradou AC ou simplesmente PAC , é um clube de futebol argelino baseado em Argel .

## História
O clube foi fundado em 1994 por membros da equipe júnior da Hydra AC , as cores do clube são azul e amarelo. O seu estádio, o Stade Hydra , tem capacidade para cerca de 5 mil espectadores, mas o clube recebe os seus adversários no Estádio Omar Hamadi com maior capacidade, 15.000 lugares . O clube está jogando atualmente na Ligue 1 da Argélia .
Em maio de 2017, o Paradou AC retornou à Liga Profissional 1 da Argélia após 10 anos de ausência.

## Estatística
|  | Participações em 2023 |

| Competição | Competição | Temporadas                                                                      | Melhor campanha             | Estreia | Última  | P | R |
| Argélia    | 1° divisão | 2005-06, 2006-07, 2017-18, 2018-19, 2019-20, 2020-21, 2021-22, 2022-23          | 3°colocado(2018-19)         | 2005-06 | 2022-23 |   | 1 |
|            | 2° divisão | 2003-04, 2004-05, 2007-08, 2008-09, 2009-10, 2010-11, 2011-12, 2015-16, 2016-17 | campeão (2016-17)           | 2003-04 | 2016-17 | 2 | 1 |
|            | 3° divisão | 2000-01, 2001-02, 2002-03, 2012-13, 2013-14, 2014-15                            | primeiro no grupo (2014-15) | 2000-01 | 2014-15 | 2 |   |
|            | 4° divisão | 1998-99, 1999-00                                                                | (1999-00)                   | 1998-99 | 1999-00 | 1 |   |